# Gare de Matsusaka
La gare de Matsusaka (松阪駅, Matsusaka-eki) est une gare ferroviaire de la ville de Matsusaka, dans la préfecture de Mie au Japon. Elle est exploitée par les compagnies JR Central et Kintetsu.

## Situation ferroviaire
La gare de Matsusaka est située au point kilométrique (PK) 34,6 de la ligne principale Kisei et au PK 8,4 de la ligne Kintetsu Yamada. Elle marque le début de la ligne Meishō.

## Historique
La gare de Matsusaka a été inaugurée le 31 décembre 1894. 

## Service des voyageurs

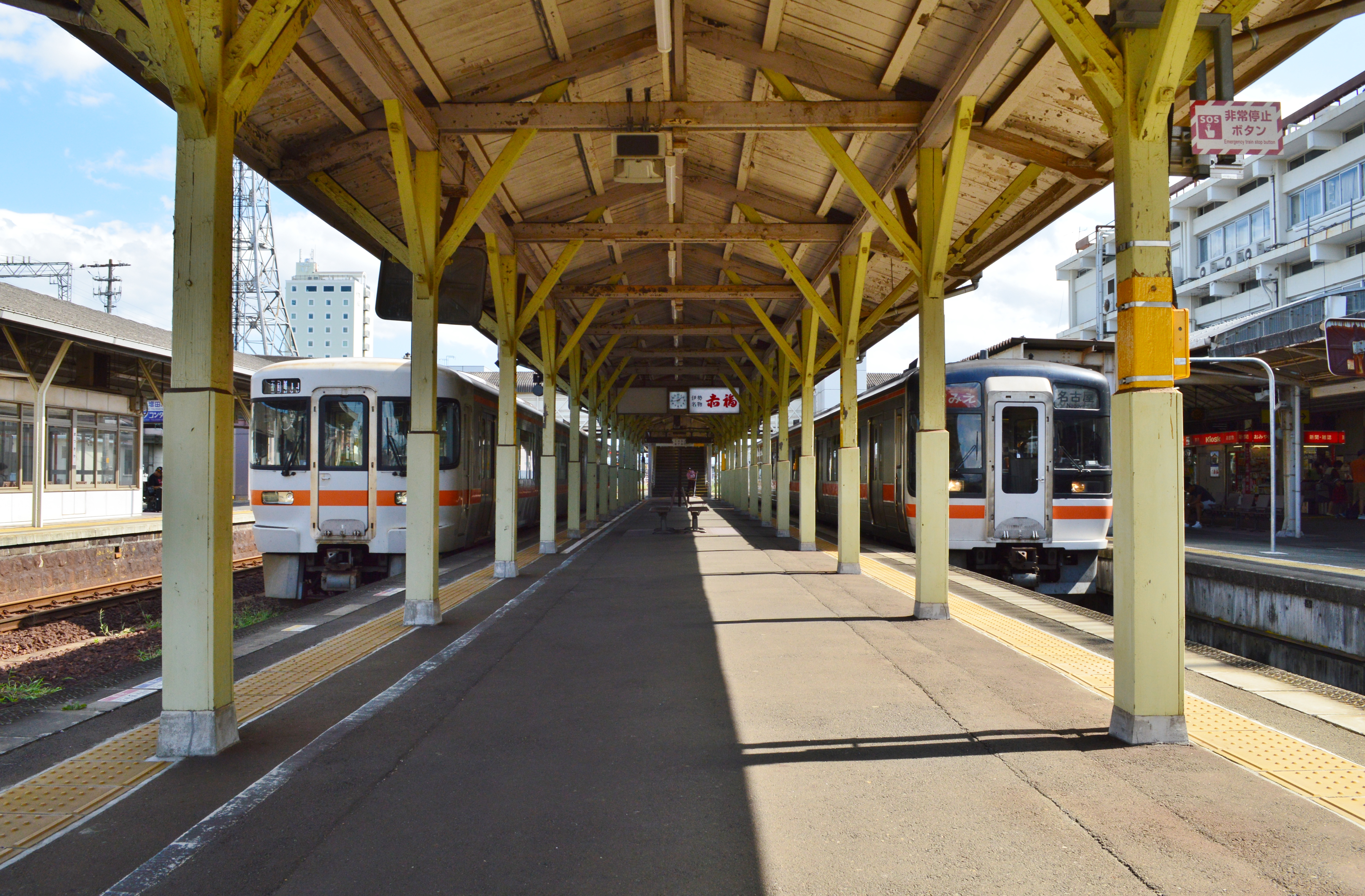
Vue des quais.

### Accueil
La gare dispose d'un bâtiment voyageurs, avec guichets, ouvert tous les jours.

### Desserte

#### JR Central
- Ligne principale Kisei :
  - voies 1 et 3 : direction Kameyama et Nagoya
  - voie 4 : direction Shingū et Iseshi
- Ligne Meishō :
  - voie 5 : direction Ieki et Ise-Okitsu

#### Kintetsu
- Ligne Kintetsu Yamada :
  - voies 6 et 7 : direction Ise-Nakagawa, Kintetsu-Nagoya, Osaka-Uehommachi et Kyoto
  - voies 7 et 8 : direction Ujiyamada et Kashikojima